# San Rafael (Guatuso)
San Rafael es un distrito del cantón de Guatuso, en la provincia de Alajuela, de Costa Rica.

## Historia
Recibió en título de ciudad el 4 de mayo de 1970.

## Ubicación
La ciudad se encuentra cerca del borde occidental de la llanura San Carlos en el piedemonte de la Cordillera de Guanacaste, en el norte de Costa Rica,. 
Se encuentra a 20 kilómetros al noreste del lago Arenal, a 40 kilómetros al sureste de Upala, a 37 kilómetros al noroeste de El Tanque, a 90 kilómetros al noroeste de Ciudad Quesada, 155 kilómetros de la ciudad capital provincial de Alajuela y 183 kilómetros desde la ciudad capital nacional de San José.

## Geografía
San Rafael cuenta con un área de 303,99 km² y una altitud media de 50 m s. n. m.

## Demografía
Para el año 2022, San Rafael cuenta con una población estimada de 8728 habitantes, y para el último censo efectuado, en 2011, San Rafael contaba con una población de 7941 habitantes.

## Localidades
- Barrios: El Bosque.
- Poblados: Betania, Buenos Aires, Curirre, El Edén, El Silencio, El Sol, Flor, Garita, Guayabo, Jade, La Granja, La Rivera, Los Ángeles, Maquencal, Margarita, Montealegre (Parte), Moravia Verde, Muerte, Palmera, Pataste, Pataste Abajo, Poma (parte), Puerto Nuevo, Samén Arriba, San Juan, San Luis, San Miguel, Santa Fe, Santa Marta, Tonjibe, Treminio, Triunfo, Viento Fresco.

## Economía
San Rafael de Guatuso es un pueblo agrícola que también practica la ganadería y el cultivo de arroz. Es uno de los principales productores en la zona. La ciudad tiene una estación de servicio, bancos, clínica médica, farmacia y restaurantes pequeños. Además cuenta con cabañas para hospedaje ya que es una zona de atracción turística.

### Turismo
Lugares de interés:
- Cavernas del Venado
- Parque nacional Volcán Tenorio
- Refugio nacional de vida silvestre Caño Negro
- Rio Celeste
- Territorio indígena Maleku de Guatuso

## Transporte

### Carreteras
Al distrito lo atraviesan las siguientes rutas nacionales de carretera:
- Ruta nacional 4
- Ruta nacional 143
- Ruta nacional 733